# Cupido nisa
Cupido nisa är en fjärilsart som beskrevs av Hans Daniel Johan Wallengren 1866. Cupido nisa ingår i släktet Cupido och familjen juvelvingar. Inga underarter finns listade i Catalogue of Life.